# Sugar (журнал)
«Sugar»  — британський журнал для дівчат. Орієнтація на аудиторію 16-24 років. Містить інформацію про моду, знаменитостей, хлопців, історії з життя дівчат та інші подібні теми. Останній фізичний примірник вийшов у березні 2011. Наразі журнал існує через сайт sugarscape.com, редактором якого є Кейт Люсі (англ. Kate Lucey). Журнал коштує £2.45.

## Зміст журналу
Зміст журналу «Sugar» націлений на інтереси молодих дівчат. Він має колонку, в якій відповідають на питання читачів, якими найчастіше є стосунки, проблеми з фігурою, зі здоров'ям. Щороку проводиться конкурс, переможниця якого має змогу моделювати для фотосесії.
На обкладинці журналу «Sugar» знаходяться жіночі знаменитості. З 2007 року журнал має власний офіційний вебсайт, на якому читачі можуть знайти цікаву й корисну інформацію. Також на сайті започаткували нову інформаційну тематику під назвою Sugarscape, в якому інформують про плітки з життя знаменитостей. На сайті проводяться конкурси, переможці якого отримують різні подарунки.
«Sugar» продається з іншим меншим журналом — «Lad MAG», в якому містяться плакати та інтерв'ю зі знаменитими хлопцями.

## Історія
Журнал «Sugar» був започаткований в жовтні 1994 року компанією Attic Futura. Перший фізичний випуск був виданий в листопаді 1994 року. Орієнтація тиражу була зосереджена на 55,000 копій примірників, проте, здобувши широку популярність, перший же випуск розійшовся у близько 205,000.
Скоро популярність «Sugar» обігнала «Just Seventeen». Як конкурентний матеріал, журнал започаткував редакцію із сексуальним інформуванням задля приваблення більшої публіки. Це було суперечливим явищем, а також вплинуло на заснування в 1996 році Арбітражної комісії підліткових журналів.
Продажі досягли піку в 1997 році. Після цього продажі різко впали через появу широкої маси цифрової інформаційної медіа, що було відповіддю на стрімке збільшення попиту на журнали для підлітків. In 2002, Attic Futura was bought by Hachette.
У 2002 році компанія Attic Futura була викуплена Hachette. У 2006 році журнал втратив лідируючу позицію.
В січні 2011 компанія Hachette повідомила про наміри закрити журнал в березні 2011. Це відбулося внаслідок часткового викупу Hachette корпорацією Hearst Corporation та через статистичні показники спаду кількості підписників із 250,099 до 113,320 за останні 5 років. Проте офіційний сайт журналу лишили відкритим і він працює й наразі.

## Редактори
Журнал мав декілька редакторів протягом років свого існування. Першим була Кетлін Браун, яка заснувала журнал на базі успіху журналу «Girlfriend», яким вона керувала в Астралії разом із спів-засновником компанії Attic Futura, Стівом Бушом.
В листопаді 1996 року роль головного редактора отримала Марина Гаск, яка до цього була асистентом головного редактора. Через два роки, у 1998, Гаск пішла у відставку, і її місце зайняла Сара Пайпер. Пайпер покинула посаду в серпні 1999 року і місце редактора було зайняте Дженніфер Каутрон, яка до цього працювала в журналах BBC — Live & Kicking та Top of the Pops.
У 2001 році Дженніфер Каутрон залишила «Sugar» і перейшла працювати в журнал «Sneak». Клер Ірвін була назначена головним редактором в 2003 році; до цього вона працювала там як активний редактор. Ірвін додала в команду журналу британську молоду журналістку Пічес Гелдоф, яка на той час була підлітком. Внаслідок такого портфоліо, Гелдоф отримала гарне місце в «Elle Girl». В пізньому 2003 Ірвін також залишилася посаду головного редактора. Активним редактором назначили Ніка Чалмерса. Він займав цю позицію аж поки в 2004 році на посаду не призначили колишнього заступника головного редактора журналу «Bliss» Еннабель Брог.